# Az erdő harcosa
Az erdő harcosa (eredeti cím: Forest Warrior) 1996-ban bemutatott amerikai fantasy-kalandfilm, melyet Aaron Norris rendezett. A főszerepben Chuck Norris látható.
Az Amerikai Egyesült Államokban 1996. november 5-én jelent meg videókazettán.

## Cselekmény
A film elején egy Clovis Madison nevű férfi gyerekeknek mesél a tábortűz mellett Jebediah McKenna legendájáról: a súlyos beteg amerikai őslakos feleségéhez siető harcost egy évszázaddal ezelőtt banditák ölték meg a Tanglewood erdőben, de varázslatos módon lelke halhatatlanként visszatért az élők sorába és képessé vált állatok alakját felvenni.
A Tanglewood erdőt most a fakitermelés veszélyezteti, Travis Thorne gátlástalan fakitermelő mágnás tevékenysége miatt. A kisvárosban élők többsége tiltakozik az erdő megcsonkítása ellen, beleértve a gyerekeket is, akik kempingezni mennek egy erdei faházhoz. Itt szemtanúi lesznek, amint favágók egy csoportja végezni akar egy elárvult medveboccsal, melynek a védelmére sietnek. McKenna, aki az őslakosok harcművészetének mestere, váratlanul felbukkan és megveri a gyerekekkel kötekedő férfiakat. A favágók jelentik az incidenst főnöküknek, Thorne elrendeli a faház megsemmisítését, ezzel próbálva elriasztani a táborozó gyerekeket. Bombát raknak a faházba, azonban nem számítanak rá, hogy az egyik gyerek, a csapat egyetlen lánytagja, Austene Slaighter még az építményben tartózkodik. McKenna ismét legyőzi a favágókat és az erdő varázserejét felhasználva feléleszti a robbanásban súlyosan megsérült lányt.  
Austene rendezi kapcsolatát apjával, Arlennel, aki valaha seriffhelyettes volt, de felesége otthagyta és ezért alkoholista lett. Thorne engedélyt szerez a fakitermelés folytatásához. A gyerekek az erdőben csapdákat állítanak a favágóknak, megakadályozva a fák kivágását. McKenna  megjelenik a menekülő Thorne előtt és medvévé átalakulva ráijeszt a kapzsi férfira, így ő feladja magát a hatóságoknak és beismeri bűneit. 
Az erdő megmentése után a helyi közösség újjáépíti a faházat. Austine boldogan figyeli a feleségével ismét találkozó McKenna szellemét.

## Szereplők
| Színész           | Szerep            | Magyar hang       |
| ----------------- | ----------------- | ----------------- |
| Chuck Norris      | Jebediah McKenna  | Jakab Csaba       |
| Terry Kiser       | Travis Thorne     | Perlaki István    |
| Max Gail          | Ramsey seriff     | Dobránszky Zoltán |
| Michael Beck      | Arlen Slaighter   | Forgács Péter     |
| Roscoe Lee Browne | Clovis Madison    | Gruber Hugó       |
| Loretta Swit      | Shirley           |                   |
| Megan Paul        | Austene Slaighter | Simonyi Piroska   |

## Fogadtatás
A film negatív kritikákat kapott. A The Action Elite cikke a létező legrosszabb filmek közé sorolta. A Nostalgia Critic videójában megjegyezte: „mindenkinek kötelező látnivaló, aki nem hajlandó elhinni, hogy egy színész számára rosszabb szerepek is létezhetnek egy hulla eljátszásánál” – utalva a fő antagonistát játszó Terry Kiserre, aki a Hóbortos hétvége című vígjátékban egy halott férfit alakít.
A jelenet, melyben a Chuck Norris által játszott szereplő puszta kézzel megragadja egy láncfűrész mozgó láncát, ezzel megállítva azt, GIF-képként elterjedve népszerű internetes mém lett.[forrás?]

## Fordítás
- Ez a szócikk részben vagy egészben  a   Forest Warrior című angol Wikipédia-szócikk ezen változatának fordításán alapul.  Az eredeti cikk szerkesztőit annak laptörténete sorolja fel. Ez a jelzés csupán a megfogalmazás eredetét és a szerzői jogokat jelzi, nem szolgál a cikkben szereplő információk forrásmegjelöléseként.